# Mansempuy
Mansempuy település Franciaországban, Gers megyében. Lakosainak száma 58 fő (2022. január 1.). Mansempuy Maravat, Mauvezin, Puycasquier, Saint-Antonin és Sérempuy községekkel határos.

## Népesség
A település népességének változása:
| Lakosok száma | 85   | 73   | 62   | 73   | 83   | 87   | 86   | 71   | 63   | 58   |
|               | 1968 | 1982 | 1990 | 2006 | 2013 | 2015 | 2017 | 2019 | 2020 | 2022 |